# Lavaslätt

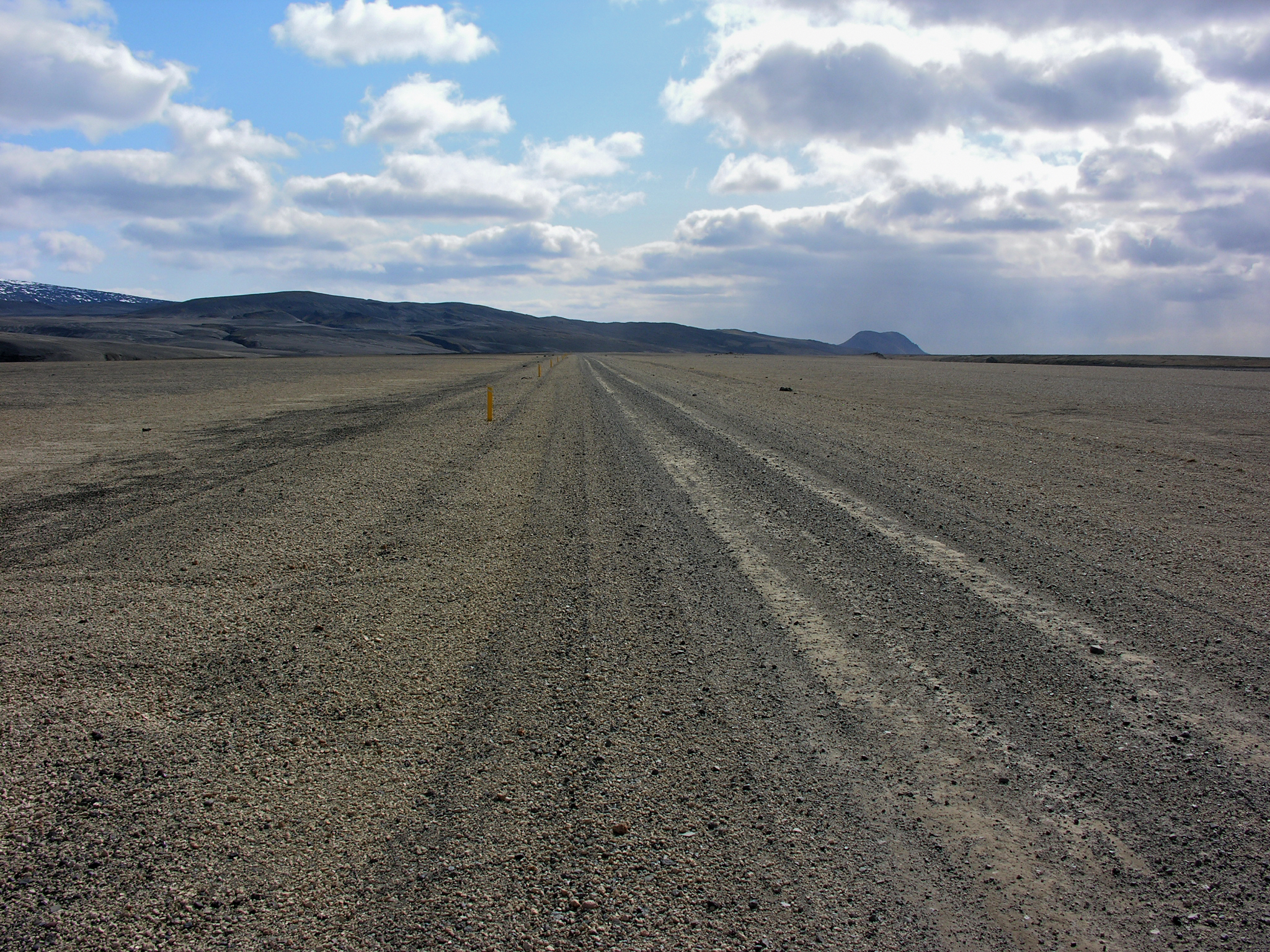
Lavaslätten Árskógar på Island.

En lavaslätt är en stor och nästan platt yta bestående av stelnad lava. Dessa bildas när mycket lättflytande lava tränger upp från jordens inre och kan sträcka sig ut flera hundra kilometer över den underliggande terrängen. Till större lavafält hör resterna av de gamla basaltiska slätterna på Kanadas prekambriska sköld. Även högplatån Deccan i dagens Indien är en gammal och numera starkt eroderad lavaslätt. Mer nybildade lavaslätter finns exempelvis på Island och Hawaii.

## Utomjordiska lavaslätter
Lavaslätter är inte unikt för jorden, såväl på planeterna Merkurius, Venus och Mars som på flera månar finns stora lavaslätter. På vår egen måne finns de så kallade månhaven, de mörka områdena som kan urskiljas med blotta ögat. Dessa hav innehåller trots namnet inget vatten utan är i själva verket lavaslätter som bildades under månens tidiga historia.